# Bank of New York
The Bank of New York var en amerikansk multinationell bankkoncern som erbjöd olika sorters finansiella tjänster till kunder världen över. De var också världens största förvaringsinstitut, där de förvarade tillgångar uppemot $13 biljoner.
Banken grundades den 9 juni 1784 av statsmannen och en av USA:s grundlagsfäder Alexander Hamilton. Den 4 december 2006 meddelade Bank of New York att man var överens med den Pittsburgh-baserade kapitalförvaltaren Mellon Financial Corporation om en fusion. Den formella köparen i affären var Bank of New York och skulle betala Mellons aktieägare $16,5 miljarder när affären skulle bli slutförd under det tredje kvartalet för 2007. Den 2 juli blev det officiellt och båda två fusionerades med varandra.
För 2006 hade de en omsättning på mer än $6,8 miljarder och förvaltade ett kapital på omkring $190 miljarder samt hade en personalstyrka på 22 961 anställda. Deras huvudkontor låg i New York i New York.